# Achim Kunze
Achim Kunze (* 5. Mai 1932 in Stockheim, Landkreis Borna; † 29. Februar 1992) war ein deutscher Politiker (CDU).

## Leben
Achim Kunze besuchte 1938 bis 1946 die Grundschule und machte 1946 bis 1949 eine Landwirtschaftslehre. 1949 bis 1952 besuchte er die ABF Leipzig. Er studierte 1952 bis 1957 an der Universität Leipzig Tiermedizin und schloss das Studium mit der Promotion ab. 
Er schrieb seine Dissertation 1970 an der Humboldt-Universität Berlin.
Danach arbeitete er in der staatlichen Tierarztpraxis Brüel und als Kreistierarzt in Sternberg.
Er war Mitglied im Verband der Tierärzte und Vorsitzender des Imkervereins Brüel e.V.
Achim Kunze war bis zu seinem Tod 1992 in 2. Ehe  verheiratet und hatte daraus 1 Kind. Aus der vorherigen Ehe sind 2 Kinder hervorgegangen.

## Politik
1949 trat er in die Blockpartei Demokratische Bauernpartei Deutschlands ein. Mit der Fusion von DBD und CDU wurde er 1990 Mitglied der CDU und dort stellvertretender Kreisvorsitzender in Hagenow.
Seit den Kommunalwahlen im Mai 1990 war er Mitglied des Kreistags und dort Vorsitzender des Ausschusses für Landwirtschaft, Umwelt und Tourismus.
Bei der Landtagswahl in Mecklenburg-Vorpommern 1990 wurde er als Direktkandidat im Wahlkreis 12 (Sternberg/Güstrow II) mit 39,2 % der Stimmen in den Landtag Mecklenburg-Vorpommern gewählt.
Mit seinem Mandatsverzicht am 31. Mai 1991 schied er aus dem Landtag aus. Nachrücker war Peter Haeske.